# 聖若瑟
納匝勒的聖若瑟（羅馬化：Yosef，羅馬化：Ioséph）是《新约圣经》記載中耶稣律法上的父親，聖母瑪利亞的丈夫，為大衛家族後裔。又稱勞工的聖若瑟、大聖若瑟等，天主教會譯為若瑟，新教譯作約瑟。
聖若瑟被天主教會傳統敬奉为聖人，可是在19世紀末才確立其聖若瑟瞻禮瞻禮日，對其瞻禮日是為每年的3月19日、以及勞工主保的瞻禮於5月1日。

## 天主教中的聖若瑟
在天主教神學中，聖若瑟是童貞聖母瑪利亞的淨配、耶穌的養父。

### 身份及簡歷
祖先
《瑪竇福音》中说，聖若瑟的父親是雅各；然而根據《路加福音》之中所言，他是赫里的兒子。無論如何，聖若瑟是達味家族後裔。
聖家的家長
在天主教角度，聖若瑟更是童貞聖母瑪利亞的淨配、耶穌律法上的父親、天主聖子之鞠養。
事蹟
聖若瑟生於達味家族，不是富人，以木匠手藝維生在納匝勒過活。天使曾經多次在夢中給他指示，並無悔地立即遵行。據《聖經》描述，他被稱為義人，懷有體諒別人的心及深愛兒子。
生平無據在何及研究
就有關於聖若瑟的出生及死亡，在《聖經》上的四部福音上均找不到有關於他的出生以及去世的描述。就四部福音有關聖若瑟的描述旨在耶穌降生為人、耶穌童年時在納匝勒的生活，除此之外就並無有關聖若瑟的詳細描述。至於他的出生地以《聖經》所言耶穌是「納匝勒人耶穌」，因此可以從中知道聖若瑟是在納匝勒出生的。
不過，就聖若瑟的去世問題，聖若瑟最後出現在福音書，是在耶穌的12齡講道，之後耶穌30歲時迦納婚宴中只有敘述聖母而沒有聖若瑟，後至耶穌33歲被釘在十字架上時委託門徒照顧聖母，因此推斷為這18至21年間去世的。由於聖若瑟在《聖經》中擔當的角色並非特別重要，因而沒有對聖若瑟加以描寫而已。在另一方面，由於基督宗教相信耶穌的父親是天主，因而描寫過多聖若瑟作為養父的身份也會被人質疑聖若瑟在《聖經》中的角色。然而，有文獻及天主教传统上則描述聖若瑟於耶穌受難前離世，故此福音書之後未加敘述。
反基督教猶太文獻「耶穌一生」（Toledot Yeshu）則稱他為木匠Yoḥanan（約翰），並指耶穌生父實際上為提庇留·朱利亞斯·阿布德斯·潘得拉，一名羅馬士兵。

### 列入聖品
封聖
根据天主教的傳統，聖若瑟有很多的好品德及對天主教的無私奉獻，他從初期的天主教教會及其他基督教教派敬禮，也傳統上把他視為聖人，在一八七零年十二月八日（聖母無染原罪節），當時的教宗比約九世隆重宣佈聖若瑟為天主教教會的主保聖人，其瞻禮定為每年3月19日。
爭議
在一些角度上（例如共產主義、安樂死），他們會對聖若瑟是否應當列入聖品感到疑義和猶豫。由於在天主教傳統上聖若瑟可能是在耶穌及聖母的守護下而去世，因此被認為是唯一一個在臨終前受到特別的照顧，因此成為臨終者的主保聖人。
勞工主保
在列入聖品後，由於聖若瑟在世時是一名木匠，因而有勞動者的象徵，所以教宗庇護十二世在1955年定每年5月1日為聖若瑟勞工主保瞻禮，也成為勞工者、工會組織等相關的主保聖人；這突出了聖若瑟在天主教以及基督宗教上是勞工的模範，並以此日作為對應國際勞動節。天主教和其他基督宗教和故事關於或與聖若瑟和聖家相關頻繁地強調他的耐心、堅持，和堅苦工作作為信徒應該採取的令人敬佩的質量。
地區性主保
另一個傳統方面，聖若瑟是新世界的主保聖人；而國家方面，中國、加拿大、韓國、墨西哥、奧地利、比利時、波希米亞、克羅地亞、秘魯、越南的主保聖人；在地區及（或）天主教教區方面，施蒂里亞、蒂羅爾、西西里島、佛羅倫斯、都靈、巴吞魯日、水牛城、塞恩、路易斯維爾、納稀威、聖荷西等等均以聖若瑟作為主保聖人。
其他
天主教教友也相信聖若瑟會特別助祐每個家庭、父親、母親、辦學機構、旅遊人士、移民人士、賣屋人士、賣者、工匠、工程師和勞動者。

## 命名的地方
在地方名稱上，以聖若瑟為命的有美國加州的的聖荷西（西班牙文：San José），哥斯達黎加的首都聖荷西等，而在阿根廷、哥倫比亞、危地馬拉等國家亦有以之命名的地方；以聖若瑟命名的學校，在港澳地區有馬鞍山聖若瑟中學、聖若瑟書院、聖若瑟英文中學、聖若瑟大學、聖若瑟教區中學等，新加坡有聖若瑟修院學校、聖若瑟英文小學，台灣雲林縣有天主教若瑟醫院。中国内蒙古集宁地区的望爱村内建有“圣若瑟堂”。

## 扩展阅读
- Guardian of the Redeemer (Redemptoris Custos) by Pope John Paul II, St. Paul Books and Media (January 1, 1989) ASIN: B002AQ5E08